# Yūji Kunimoto
Yūji Kunimoto (jap. 国本雄資 Kunimoto Yūji; ur. 12 września 1990 r. w Jokohamie, prefektura Kanagawa) – japoński kierowca wyścigowy.

## Kariera
Japończyk karierę rozpoczął od startów w kartingu, w roku 2000. W sezonie 2007 zadebiutował w wyścigach samochodów jednomiejscowych. Ścigając się w Formule Toyota oraz Japońskiej Formule Challenge, zmagania zakończył odpowiednio na 10. i 4. pozycji w końcowej klasyfikacji. Rok później ponownie brał udział w Formule Challenge, tym razem sięgając po tytuł mistrzowski. Poza tym wziął udział w kilku wyścigach Formuły BMW Pacyfiku.
W 2009 roku awansował do Japońskiej Formuły 3 (ścigał się w barwach Petronas Team TOM'S). Wygrawszy cztery wyścigi, zmagania zakończył na 3. miejscu.